# ويليام دبليو. سنو
ويليام دبليو. سنو (بالإنجليزية: William W. Snow)‏ هو سياسي أمريكي، ولد في 27 أبريل 1812 في هيت في الولايات المتحدة، وتوفي في 3 سبتمبر 1886 في أونيونتا في الولايات المتحدة. حزبياً، نشط في الحزب الديمقراطي. وقد انتخب عضو جمعية ولاية نيويورك وانتخب عضو مجلس النواب الأمريكي.